# Yaroshevskita
La yaroshevskita és un mineral de la classe dels vanadats. Rep el seu nom en honor del bioquímic rus Alexey Andréievich Yaroshevsky (1934), professor al Departament de Geoquímica de la Facultat de Geologia de la Universitat Estatal de Moscou.

## Característiques
La yaroshevskita és un vanadat de fórmula química Cu9O₂(VO₄)₄Cl₂. Va ser aprovada com a espècie vàlida per l'Associació Mineralògica Internacional l'any 2012. Cristal·litza en el sistema triclínic. Es troba en prismes aïllats, de fins a 0,1 x 0,15 x 0,3 mm de mida. És un mineral molt rar, químicament relacionat amb l'averievita. En aquests termes també és comparable amb l'engelhauptita i la leningradita.

## Formació i jaciments
Va ser descoberta a la fumarola Iadovítaia, a l'erupció de la Gran Fissura del volcà Tolbàtxik, a l'óblast de Kamtxatka (Districte Federal de l'Extrem Orient, Rússia), l'únic indret on ha estat trobada. Sublima en una cova oberta, d'1,5 metres d'ample i 2 m. de profunditat, amb una temperatura a l'interior de fins a 340 °C, fermament incrustada en un conjunt dominat per sulfats. Sol trobar-se associada a altres minerals com: atlasovita, avdoninita, belloïta, calcantita, euclorina, fedotovita, hematites, kamchatkita, lyonsita, melanotal·lita i tenorita.